# Panthea greyi
Panthea greyi is een vlinder uit de familie van de uilen (Noctuidae). De wetenschappelijke naam van de soort werd voor het eerst geldig gepubliceerd in 2009 door Anweiler.